# Dichaetomyia serens
Dichaetomyia serens är en tvåvingeart som först beskrevs av Stein 1906.  Dichaetomyia serens ingår i släktet Dichaetomyia och familjen husflugor. Inga underarter finns listade i Catalogue of Life.